# Don Scharfetter
Donald Lee Scharfetter (* 21. Februar 1934 in Pittsburgh, Pennsylvania, USA; † 23. September 2000 in Los Altos, Kalifornien, USA) war ein US-amerikanischer Elektroingenieur. Sein Forschungsgebiet waren numerische Berechnungen von Halbleiterstrukturen.

## Leben
Unmittelbar nach Abschluss der High School 1952 ging er in der Zeit des Koreakrieges zur Luftwaffe (U.S. Air Force), um die Regelungen der G. I. Bill zu nutzen.
Anfang 1953 wurde er zur McCoy-Flugbasis in Orlando (Florida) nahe Winter Park verlegt, wo auch das Rollins College angesiedelt ist. Auf der Flugbasis nahm er an Abendkursen des College-Lehrpersonals teil und ging nach der Armeezeit 1956 zur Carnegie Tech
(heute Carnegie-Mellon Uni) Pittsburgh (Pennsylvania). Dort stellte er einen Universitätsrekord auf, indem er den Bachelor 1960, den Master 1961 und den Doktortitel (Ph.D.) als Elektroingenieur 1962 erlangte.
Noch 1962 begann er seine Arbeit bei den Bell Telephone Laboratories, Inc.,
Murray Hill (New Jersey), welche 15 Jahre andauerte. Von den insgesamt vier Chefs dieser Zeit hob er nach Abschluss des Berufslebens anlässlich einer Auszeichnung den zweiten besonders hervor: Hermann Gummel, mit dem er gemeinsam an der numerischen Lösung der Halbleitergleichungen
arbeitete, woraus Scharfetters berühmteste Veröffentlichung entstand (Scharfetter-Gummel-Diskretisierung).
In späteren Jahren bei Bell war Scharfetter verantwortlich für die Entwicklung der Computerunterstützung für das Design von Mikrowellenanlagen und Transistorstrukturen und für Einrichtungen für Design und Prüfung von Silizium ICs. 1976 erhielt Scharfetter "for contributions to computer modeling of solid-state microwave power sources and other semi-conductor devices" die renommierte IEEE-Fellow-Auszeichnung. 1977 wurde Scharfetter Professor an der Carnegie-Mellon Universität, ging jedoch 1978 zu Xerox PARC (Los Altos Hills), um den Aufbau des IC Prototyping Labors zu leiten. 1987 wechselte er zu Intel und blieb dort bis zum Ende des Arbeitslebens 1999.
Schon schwer krank, erhielt er im September 2000 auf der SISPAD 2000 in Seattle, Washington, den EDS Award für seine berufliche Lebensleistung: „for seminal contribution to the computer modeling of power semiconductor devices“. In der Erwiderung darauf hat er seinen Lebensweg ausführlich reflektiert.

## Werk

### Scharfetter-Gummel-Diskretisierung
Zur Bestimmung des elektrischen Potentials und der Stromdichten von Elektronen
und Löchern in Halbleiteranordnungen infolge von Drift und Diffusion dient das nach van Roosbroeck benannte Gleichungssystem.
Die typischerweise in Halbleitermaterialien exponentiell ansteigenden oder abfallenden Konzentrationsprofile von Dotierstoffen und daher auch von Elektronen und Löchern führen bei Anwendung der Standardformeln von Finiten Differenzen zu numerischen Instabilitäten. Als Ausweg lösten Scharfetter und Gummel die Stromdichteansätze
als separate Differentialgleichungen entlang der Strecke zwischen zwei Finite-Differenzen-Netzpunkten, und zwar unter der Annahme, dass zwischen zwei Netzpunkten die Stromdichte jeweils konstant und das elektrische Potential linear veränderlich ist.
Dadurch erhielten sie für die jeweilige Stromdichte Diskretisierungsformeln mit exponentiellen Termen, so dass die Charakteristik der Konzentrationsprofile abgebildet wird und numerisch stabile Abschätzungen für die Stromdichten erhalten werden. In der originalen Veröffentlichung von Scharfetter und Gummel von 1969 wurde eine Diodenstruktur geometrisch 1-dimensional berechnet.
Heute wird die Scharfetter-Gummel-Diskretisierung bei der Erforschung von Halbleiterstrukturen auch für höherdimensionale Probleme und bei umfangreicherer Physik angewendet.

## Schriften
- H. K. Gummel and D. L. Scharfetter: Avalanche Region of IMPATT Diodes. In: Bell Syst. Tech. J. Band 45, Nr. 10, 1966, S. 1797--1827, doi:10.1002/j.1538-7305.1966.tb02436.x.
- D. P. Siewiorek, D. E. Thomas, and D. L. Scharfetter: The Use of LSI Modules in Computer Structures: Trends and Limitations. In: Computer. Band 11, Nr. 7, 1978, S. 16–25, doi:10.1109/C-M.1978.218261.